# Kantatie 78
Pour les articles homonymes, voir Route 78.
La route principale 78 (en finnois : Kantatie 78 est une route principale allant de Paltamo à Rovaniemi en Finlande.

## Description
La route 78 débute au nord du lac Oulujärvi au centre de Paltamo. 
La route traverse des paysages vallonnés, passant du parc naturel de Paljakka à Puolanka.
De Puolanka, la route continue à travers le centre de la Finlande continentale, passant de Jaurakkajärvi à Hirvaskoski et plus loin à Pudasjärvi. 
La section de 16 kilomètres entre Hirvaskoski et Pudasjärvi est commune avec la route nationale 20.
De Ranua, la route continue à travers les villages de Narkaus et Kivitaipale à l'est du centre de Rovaniemi, sur la rive de la rivière Ounasjoki.
Les campagnes publicitaires vantent la route principale entre Kajaani et Rovaniemi comme étant un "raccourci vers la Laponie", bien qu'elle n'est un raccourci qu'entre Rovaniemi et les environs de Kajaani.
Depuis Helsinki, l'itinéraire est 65 kilomètres plus long que par la nationale 4.

## Parcours
La route parcourt les municipalités suivantes :
- Paltamo
- Puolanka
- Pudasjärvi
- Ranua
- Rovaniemi